# Greivis Vásquez
Greivis Vásquez (* 16. Januar 1987 in Caracas, Venezuela) ist ein venezolanischer Basketballspieler. Zuletzt spielte der Guard in der NBA für die Brooklyn Nets.
Von 2006 bis 2010 spielte Vásquez für die University of Maryland. Nach drei erfolgreichen Jahren meldete er sich für den NBA-Draft 2009 an, entschied sich aber trotz guter Aussichten dafür, noch ein weiteres Jahr für sein College anzutreten. In seiner letzten Saison wurde er zum Spieler des Jahres in der Atlantic Coast Conference gewählt und erhielt den Bob Cousy Award als bester Point Guard im College-Basketball.
Nach diesen Ehrungen meldete er sich für den NBA-Draft 2010 an und wurde an 28. Stelle von den Memphis Grizzlies ausgewählt. In seiner Rookie-Saison spielte er in 70 Begegnungen durchschnittlich 12,3 Minuten und kam dabei auf 3,6 Punkte und 2,2 Assists. Mit den Grizzlies erreichte er die zweite Runde der Playoffs und scheiterte dort mit 3:4 an den Oklahoma City Thunder. Nach der Saison wurde Vásquez im Tausch gegen Quincy Pondexter zu den New Orleans Hornets transferiert.
Am 8. Februar 2013 erzielte Vásquez im Spiel gegen die Atlanta Hawks das erste Triple-Double seiner Karriere.
Am 10. Juli 2013 wechselte Vásquez zu den Sacramento Kings. Im Rahmen dieses Transfers wechselten auch Terrel Harris und Robin Lopez von New Orleans zu den Portland Trail Blazers, Jeff Withey kam aus Portland nach New Orleans, Tyreke Evans verließ die Sacramento Kings in Richtung New Orleans und die Kings erhielten zwei Zweitrundenpicks und Bargeld aus Portland.
Für die Kings lief Vasquez bis November 2013 auf. Er wurde dann im Zuge eines Trades zu den Toronto Raptors transferiert. Bei den Raptors war er zwei Jahre der Backup für All-Star Kyle Lowry. Im Juni 2015 wurde er zu den Milwaukee Bucks transferiert. Im Sommer 2016 unterschrieb er bei den Brooklyn Nets, die ihn nach drei Ligaspielen allerdings wieder freigaben.

## Statistiken

### Regular Season
| Saison  | Team        | GP  | GS  | MPG  | FG%  | 3P%  | FT%  | RPG | APG | SPG | BPG | PPG  |
| ------- | ----------- | --- | --- | ---- | ---- | ---- | ---- | --- | --- | --- | --- | ---- |
| 2010/11 | Memphis     | 70  | 1   | 12,3 | .408 | .291 | .733 | 1.0 | 2.2 | 0.3 | 0.1 | 3.6  |
| 2011/12 | New Orleans | 66  | 26  | 25,8 | .430 | .319 | .821 | 2.6 | 5.4 | 0.9 | 0.1 | 8.9  |
| 2012/13 | New Orleans | 78  | 78  | 34.4 | .433 | .342 | .805 | 4.3 | 9.0 | 0.8 | 0.1 | 13.9 |
| 2013/14 | Sacramento  | 18  | 18  | 25.8 | .433 | .320 | .938 | 1.9 | 5.3 | 0.3 | 0.1 | 9.8  |
| 2013/14 | Toronto     | 61  | 5   | 21.5 | .417 | .389 | .855 | 2.3 | 3.7 | 0.4 | 0.1 | 9.5  |
| 2014/15 | Toronto     | 82  | 29  | 24.3 | .408 | .379 | .758 | 2.6 | 3.7 | 0.6 | 0.1 | 9.5  |
| Gesamt  |             | 375 | 157 | 24.1 | .422 | .356 | .816 | 2.6 | 4.9 | 0.6 | 0.1 | 9.2  |

### Play-offs
| Saison  | Team    | GP | GS | MPG  | FG%   | 3P%   | FT%   | RPG | APG | SPG | BPG | PPG |
| ------- | ------- | -- | -- | ---- | ----- | ----- | ----- | --- | --- | --- | --- | --- |
| 2010/11 | Memphis | 13 | 0  | 10,9 | 0,512 | 0,364 | 0,769 | 1,5 | 1,9 | 0,4 | 0,2 | 4,3 |